# 紘仁病院
紘仁病院（こうじんびょういん）は、愛知県名古屋市守山区四軒家一丁目にある病院。

## 沿革
- 1974年（昭和49年）：医療法人香流会紘仁病院として開院[1]。
- 1999年（平成11年）：デイケア開設[1]。
- 2007年（平成19年）：療養病床開始[1]。
- 2007年（平成19年）：病棟建て替え[1]。

## アクセス・駐車場
- 名鉄バス（基幹バス）「四軒家西口」バス停下車。
- 名古屋市営バス「四軒家東」バス停下車。
- 駐車場：50台